# Gliosarcoma
El gliosarcoma es un tipo raro de glioma, un tumor cerebral que procede de la glía. La glía son las células del cerebro cuya función es servir de sostén a las células cerebrales principales que son las neuronas.

## Historia
Fue descrito por primera vez en 1895 por Stroebe como una variante del glioblastoma multiforme. Actualmente se considera como un tipo de glioblastoma.

## Descripción
El gliosarcoma es un tipo de neoplasia cerebral. Se caracteriza por presentar un componente glial y otro sarcomatoso. Se considera una variante poco frecuente del glioblastoma, aproximadamente el 2,1% de todos los glioblastomas son gliosarcomas. Tiende a diseminarse infiltrando los tejidos próximos, entre el 11 y el 15% de los casos provoca metástasis por diseminación a otros órganos, principalmente a los pulmones, el hígado y los ganglios linfáticos. La epidemiología de los gliosarcomas es similar a la de los glioblastomas, la edad media de aparición es 54 años, es más habitual en hombres que en mujeres y se presenta con más frecuencia en el lóbulo temporal del cerebro.

## Síntomas
Los síntomas dependen de la localización del tumor dentro del cerebro. Los más habituales son dolor de cabeza (cefalea), náuseas, convulsiones, parálisis parcial (paresia) y déficit de visión por defectos del campo visual.